# You Wear It Well
«You Wear It Well» es una canción del cantante británico de rock Rod Stewart escrita por él junto a Martin Quittenton para el disco Never a Dull Moment de 1972, y que se lanzó como el primer sencillo del álbum a través de Mercury Records el 12 de agosto del mismo año. Musicalmente tiene una similitud en cuanto a tempo y ritmo con las canciones «Maggie May» y «Mandolin Wind», sin embargo sus letras trata sobre un hombre que escribe una carta a un antiguo amor que según la crítica es «es cariñosa pero lamentable».
Obtuvo el puesto 13 en los Billboard Hot 100 de los Estados Unidos y el primer lugar en la lista británica UK Singles Chart, convirtiéndose así en su segundo sencillo en lograr dicha posición en su propio país. Para promocionarlo fue interpretada en el programa Top of the Pops de la BBC junto a la alineación de la banda Faces.

## Versiones
En 1999 la banda británica The Mekons realizó un cover para su álbum I Have Been To Heaven And Back: Hen's Teeth and Other Lost Fragments of Unpopular Culture Vol. 1. En el 2010 el cantante inglés Ali Campbell realizó una versión para su disco Great British Songs. Dos años después el músico Frank Bango la grabó para el disco con fines benéficos Super Hits of the Seventies realizada por la estación radial neoyorkina WFMU.